# Tara Davis-Woodhall
Tara Davis-Woodhall (* 20. Mai 1999 in Agoura Hills, Kalifornien als Tara Davis) ist eine US-amerikanische Leichtathletin, die sich auf den Weitsprung spezialisiert hat und auch im Hürdenlauf an den Start geht. 2024 feierte sie mit dem Gewinn der Goldmedaille bei den  Olympischen Spielen in Paris im Weitsprung ihren bisher größten Erfolg. 

## Sportliche Laufbahn
Erste Erfahrungen bei internationalen Meisterschaften sammelte Tara Davis-Woodhall im Jahr 2015, als sie bei den Jugendweltmeisterschaften in Cali mit einer Weite von 6,41 m die Goldmedaille im Weitsprung gewann und im Dreisprung mit 12,65 m den neunten Platz belegte. 2017 siegte sie dann mit 6,51 m bei den U20-Panamerikameisterschaften in Trujillo und sicherte sich in 13,05 s die Silbermedaille im 100-Meter-Hürdenlauf. Zudem gewann sie auch mit der US-amerikanischen 4-mal-100-Meter-Staffel in 44,07 s die Goldmedaille. Im Herbst begann sie ein Studium an der University of Georgia und gewann 2018 mit 6,36 m die Bronzemedaille im Weitsprung bei den U20-Weltmeisterschaften in Tampere. Im selben Jahr verbesserte sie auch den von der Polin Klaudia Siciarz gehaltenen U20-Weltrekord über 60 Meter Hürden auf 7,98 s; der Rekord wurde allerdings auf Grund fehlender Dopingkontrollen nicht offiziell anerkannt. Von 2019 bis 2021 studierte sie an der University of Texas at Austin und wurde 2021 NCAA-Collegemeisterin im Weitsprung. Zudem qualifizierte sie sich im selben Jahr für die Teilnahme an den Olympischen Sommerspielen in Tokio, bei denen sie mit 6,84 m im Finale den sechsten Platz belegte.
2023 wurde sie ursprünglich US-Hallenmeisterin und siegte dann beim Maurie Plant Meet – Melbourne, wurde aber wegen Cannabiskonsums aufgrund der Dopingbestimmungen disqualifiziert und erhielt eine reduzierte einmonatige Sperre. Im Mai siegte sie mit 7,11 m beim USATF Bermuda Grand Prix und wurde bei der Golden Gala Pietro Mennea mit 6,74 m Zweite. Anschließend siegte sie mit 6,85 m beim Meeting Iberoamericano und wurde beim Herculis mit 6,88 m Zweite. Im August erreichte sie bei den Weltmeisterschaften in Budapest das Finale und gewann dort mit 6,91 m die Silbermedaille und musste sich damit nur der Serbin Ivana Vuleta geschlagen geben. 2024 siegte sie mit 7,07 m überlegen bei den Hallenweltmeisterschaften in Glasgow. Im Juni siegte sie mit 7,14 m beim USATF New York City Grand Prix und im August gewann sie bei den Olympischen Sommerspielen in Paris mit 7,10 m im Finale die Goldmedaille. Daraufhin siegte sie mit 7,02 m bei der Golden Gala in Rom.
In den Jahren 2023 und 2024 wurde Davis-Woodhall US-amerikanische Meisterin im Weitsprung im Freien sowie 2024 in der Halle.

## Persönliche Bestleistungen
- 100 m Hürden: 12,61 s (−0,3 m/s), 2021 in Baton Rouge
  - 60 m Hürden (Halle): 7,98 s, 9. März 2018 in College Station
- Weitsprung: 7,18 m, 16. Februar 2024 in Albuquerque

## Persönliches
Seit Oktober 2022 ist Davis-Woodhall mit dem US-amerikanischen Para-Leichtathleten Hunter Woodhall (* 1999) verheiratet, der 2024 in Paris eine paralympische Goldmedaille über 400 Meter gewann.